# Oreodera turnbowi
Oreodera turnbowi là một loài bọ cánh cứng trong họ Cerambycidae.